# 厄斯贝格
厄斯贝格（德語：Oersberg，發音：[ˈøːʁsˌbɛʁk]）是德国石勒苏益格-荷尔斯泰因州石勒苏益格-弗伦斯堡县的市镇，总面积7.09平方千米，2023年12月31日总人口为306人。